# Mexikanischer Unabhängigkeitskrieg
Der Mexikanische Unabhängigkeitskrieg war der von 1810 bis 1821 dauernde bewaffnete Kampf der Mexikaner gegen das Vizekönigreich Neuspanien. Er endete mit der Unabhängigkeit Mexikos.

## Ausgangslage

### Vizekönigreich Neuspanien
Seit der Eroberung Mexikos durch die Spanier stand das heutige Mexiko unter spanischer Herrschaft; ab 1530 war es (zusammen mit Teilen Mittelamerikas und der Karibik) Teil des Vizekönigreiches Neuspanien. Regiert wurde es durch einen Vizekönig, der vom spanischen König ernannt wurde und in der Regel aus einer hochrangigen spanischen Adelsfamilie stammte. Die obersten Verwaltungsposten wurden mit Männern besetzt, die dafür aus Spanien entsandt waren und gebürtige Spanier waren (peninsulares); von Anfang an kehrten nicht alle von ihnen nach Ende ihrer Amtszeit nach Europa zurück. Diese gründeten Familien und bildeten mit den Jahren eine Oberschicht „einheimischer“ Landbesitzer, Kaufleute und Handwerker, die man Criollos (deutsch: Kreolen) nannte. Die indigene Bevölkerung spielte im politischen Leben keine Rolle.

### Erste Unabhängigkeitskriege in Amerika
Die europäische Kolonialherrschaft über Amerika wurde mit dem Amerikanischen Unabhängigkeitskrieg erstmals schwer erschüttert. 1776 erklärten die 13 britischen Kolonien an der Ostküste Nordamerikas ihre Unabhängigkeit von England und bildeten die Vereinigten Staaten von Amerika. Spanien hatte die Amerikaner mit Waffen und Logistik unterstützt, um den Erzrivalen England zu schwächen. Dabei warnten auch in Spanien Stimmen davor, dass die Unabhängigkeitsbewegung auf andere Teile Amerikas überschwappen könnte und das spanische Kolonialreich gefährden würde. Der Ministerpräsident Jerónimo Grimaldi trat zurück, nachdem seine Warnungen ungehört blieben.
Die zweite Gründung eines unabhängigen Staates hatte weniger Einfluss auf die Ereignisse in Mexiko: Ab 1791 erkämpften sich aufständische Sklaven im französischen Teil der Insel Hispaniola die Freiheit und gründeten die Republik Haiti.
Erste Anzeichen einer mexikanischen Unabhängigkeitsbestrebung zeigten sich im Oktober 1799, als eine Gruppe unzufriedener Criollos unter Führung von Pedro de la Portilla einen Putsch gegen Vizekönig Miguel José de Azanza versuchte und die Unabhängigkeit Mexikos ausrief. Die Aufständischen waren allerdings ein kleiner isolierter Haufen, der militärisch schnell besiegt war. Das Ereignis blieb als Machetenverschwörung (spanisch: Conspiración de los Machetes) eine Fußnote der spanischen Kolonialgeschichte.

## Krise der Kolonie durch den Napoleonischen Krieg

### Napoleonische Besetzung Spaniens

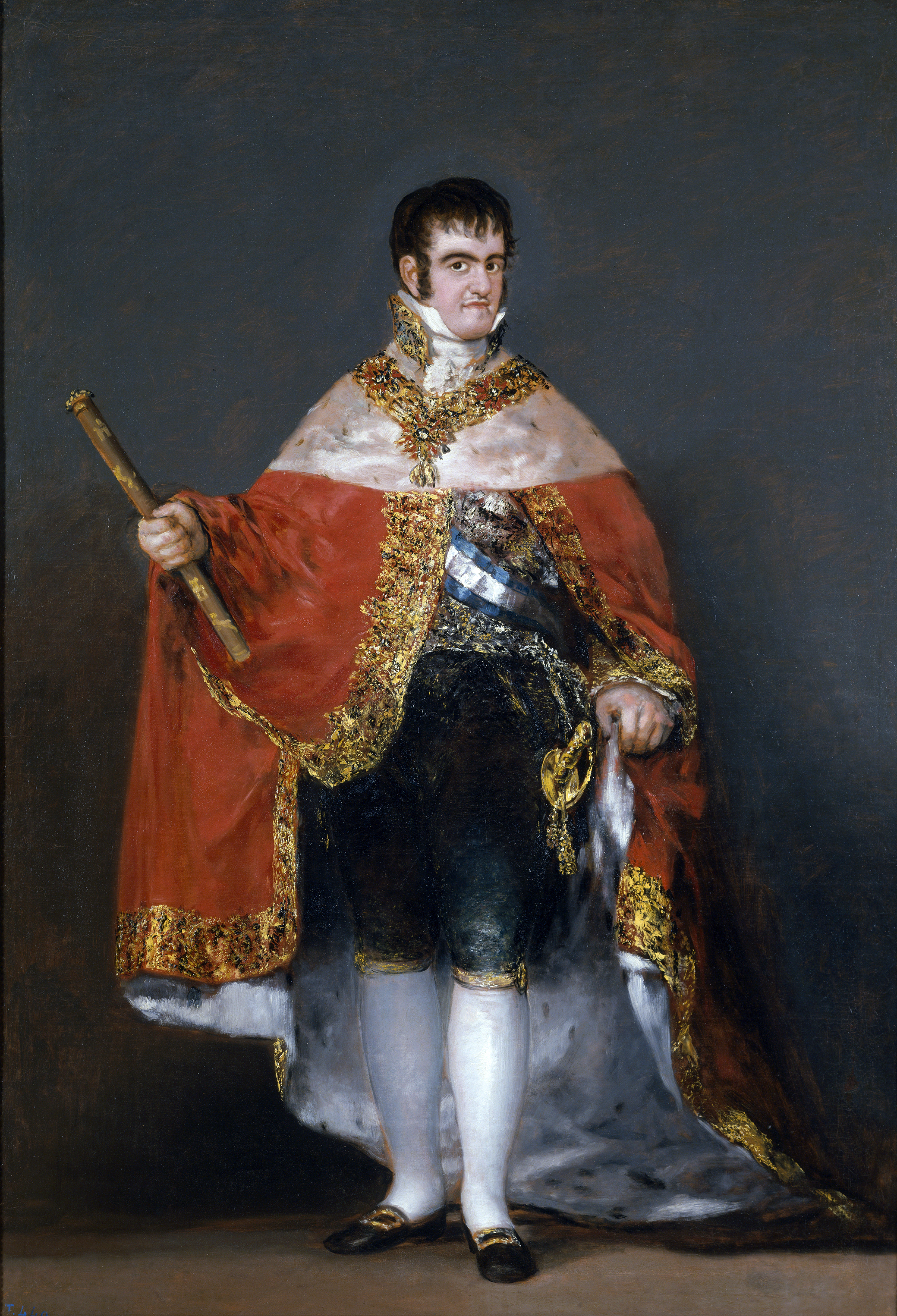
Ferdinand VII., König von Spanien

Die Rechtmäßigkeit der spanischen Kolonialverwaltung wurde in Frage gestellt, als in Europa Napoleon Bonaparte 1808 Spanien besetzte. König Karl IV. hatte zugunsten seines Sohnes Ferdinand VII. abgedankt. Napoleon hielt ihn im französischen Exil gefangen und ließ Joseph Bonaparte als neuen spanischen König ausrufen. Spanien wurde von französischen Truppen besetzt.
Bei der spanischen Bevölkerung stieß das auf Widerstand. Überall in Spanien formten sich örtliche Kriegs- und Regierungsräte (Juntas), die weiterhin König Ferdinand die Treue hielten und den Guerilla-Kampf gegen die französischen Besatzer aufnahmen, der mit britischer und portugiesischer Unterstützung zum Befreiungskrieg wurde. Oberstes Organ der spanischen Widerstandsbewegung war die Junta Suprema Central, die sich vor den vorrückenden Franzosen nach Sevilla und später nach Cádiz zurückzog. Hier traten die Cortes von Cádiz zusammen, um in Abwesenheit des Königs eine Verfassung für Spanien zu entwerfen und eine königstreue Übergangsregierung (die Regencia) zu bilden.

### Auswirkungen auf Neuspanien
Die Nachrichten aus Spanien von der Absetzung und Gefangennahme von König Ferdinand erreichten Mexiko Mitte Mai 1808. Sie führten zu einem tiefen Riss durch die Kolonie, der sich an der Frage festmachte, mit welcher Legitimation und in welcher Form Mexiko regiert werden sollte, wenn das Mutterland Spanien nicht in der Lage war, seine Kolonien wie gewohnt zu steuern.
Auf der einen Seite standen die Peninsulares, die im Mutterland geborenen Spanier, vertreten durch die Juristen der Real Audiencia von Mexico; sie beharrten auf der Fortführung der bisherigen Ordnung und zählten auf eine baldige Rückkehr Ferdinands auf den Thron. In der Zwischenzeit hatten nach ihrer Vorstellung die Kolonien abzuwarten.
Auf der anderen Seite fanden sich die Criollos (Kreolen), die in Amerika zur Welt gekommene Oberschicht, im Vizekönigreich prominent vertreten durch den Magistrat (Ayuntamiento) von Mexiko-Stadt. Sie sahen im Aufstand, der sich im Mutterland bildete, ein Vorbild dafür, auch in Mexiko mehr lokale Selbstbestimmung und Unabhängigkeit zu erreichen.
Die Bandbreite der Meinungen war groß: Sie reichte von Pragmatikern, die nur eine kurzzeitige Übergangslösung anstrebten, um die öffentliche Ordnung aufrechtzuerhalten, bis zu entschiedenen Vertretern von Volkssouveränität und Unabhängigkeit nach dem Vorbild der Vereinigten Staaten.

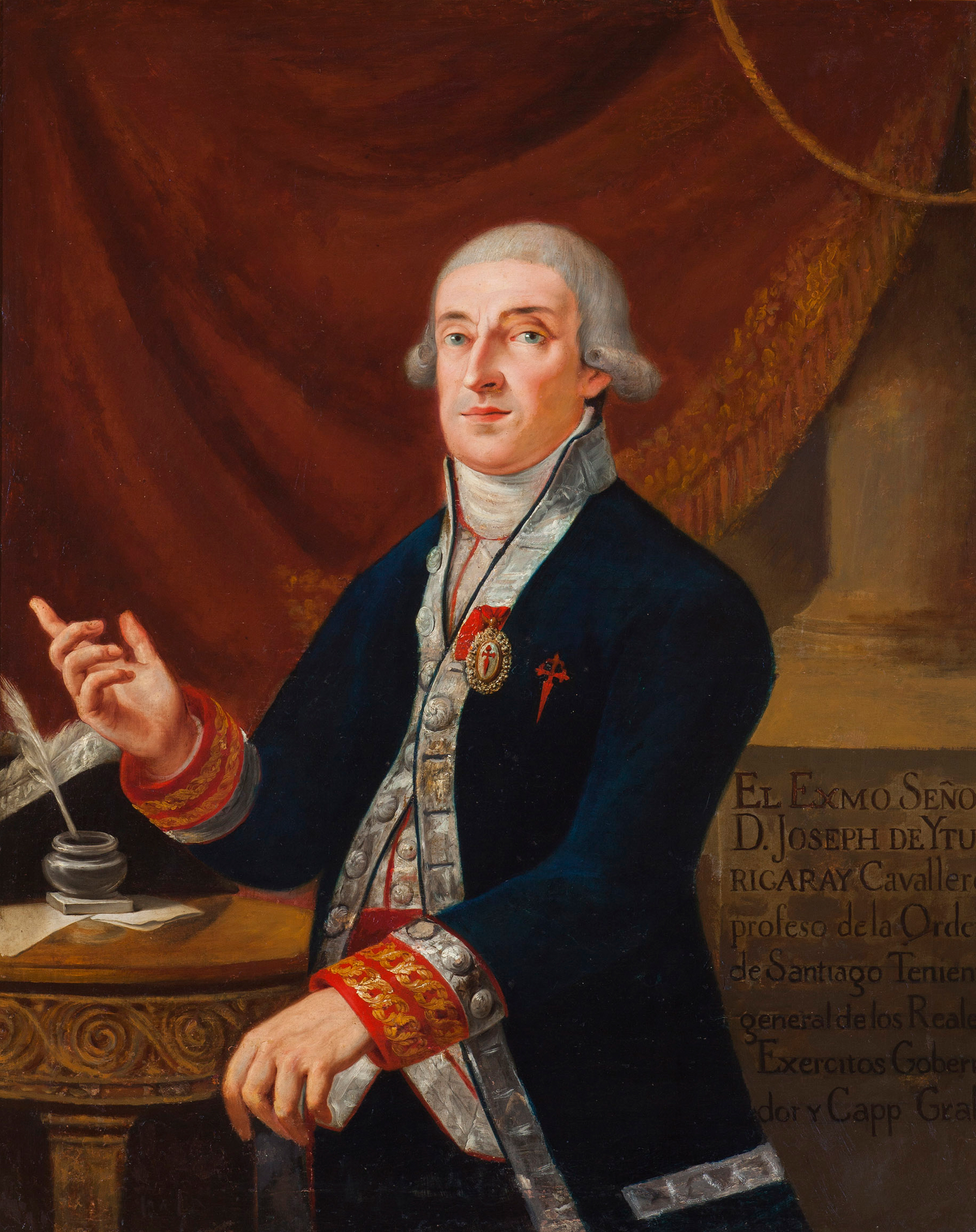
Vizekönig José de Iturrigaray

Für den 9. August 1808 rief Vizekönig José de Iturrigaray alle Honoratioren der Hauptstadt zu einer beratenden Versammlung. Die Kreolen vertraten die Auffassung, dass die königlich spanische Herrschaft nicht handlungsfähig sei und daher das Volk in Neuspanien sich selbst organisieren müsse und eine eigene Gesetzgebung anzustoßen sei. Diese Position wurde von den Vertretern der Audiencia zurückgewiesen, Neuspanien sei eine Kolonie und ohne Mutterland nicht handlungsberechtigt, sondern unterliege unverändert den Entscheidungen von König Ferdinand. Eine politisch tragfähige Einigung konnte nicht erzielt werden.
Die Lage wurde komplizierter, als Mitte August zwei Vertreter der Junta von Sevilla nach Neuspanien kamen: Manuel Francisco Jáuregui und Juan Jabat verlangten, Neuspanien habe der Junta als legitimer Vertretung des legitimen Königs zu folgen. Wenig später traf ein Brief mit gleichlautender Forderung von der Junta von Asturien aus London ein, wo der einstige Ministerpräsident Pedro Ceballos Guerra eine Art Exilregierung aufbaute und publizistisch die Sache Ferdinands gegen Bonaparte vertrat.
Für die Audiencia waren die widersprüchlichen Vorgaben der Juntas ein klares Zeichen dafür, keinem von beiden nachzugeben, sondern auf direkte Order des Königs zu warten. Die radikaleren Kreolen hingegen sahen das Signal, keinen Befehlen aus Europa mehr zu folgen, sondern die Regierung Mexikos selbst in die Hand zu nehmen.
Vizekönig Iturrigaray neigte der kreolischen Seite zu und befürwortete die Bildung einer Junta vor Ort, die unter seiner Oberherrschaft die Regierung führen sollte.

### Staatsstreich und Absetzung des Vizekönigs
Die Peninsulares reagierten am 15. September 1808 mit einem Staatsstreich. Unter Führung des Kaufmanns Gabriel de Yermo drangen mehrere hundert Bewaffnete in den Palast des Vizekönigs ein und nahmen ihn und seine Familie gefangen. Auch die Wortführer der Kreolen, Primo Verdad, Juan Francisco Azcárate, Melchor de Talamantes und José María Beristáin wurden festgesetzt und eingesperrt. Die Verschwörer erklärten den Vizekönig für abgesetzt und benannten an seiner statt den Feldmarschall Pedro de Garibay als Nachfolger.
Die Audiencia erhob Klage gegen Iturrigaray; der Prozess sollte in Spanien in Cádiz stattfinden. Der abgesetzte Vizekönig wurde nach Europa gebracht.

### Zunehmende Konflikte und erste Unruhen
Pedro de Garibay versuchte, die Kolonie wieder zu befrieden. Er ging mit großer Härte gegen vermeintliche Vertreter einer Unabhängigkeitsbewegung vor, ließ aber auch die Übergriffe der siegreichen Verschwörer begrenzen, die eine Freiwilligenmiliz gebildet hatten. Politisch war er freilich unerfahren und wurde im Juli 1809 durch Erzbischof Francisco Javier de Lizana y Beaumont ersetzt.
Ab 1809 verschärfte sich der Konflikt zwischen Kreolen und Peninsulares zunehmend. Lizana fürchtete eine offene Rebellion der Einheimischen und Unabhängigkeitsbefürworter und bemühte sich um eine Politik behutsamer Zugeständnisse und des Ausgleichs. Aus diesem Grund geriet er mehrfach in Konflikt mit den Oidores der Audiencia und mit Juan López Cancelada, dem Herausgeber der Gazeta de México. Zugleich suchte er militärische Sicherheit, indem er die konzentrierte Militärpräsenz auf mehrere Orte verteilte.
Im Dezember 1809 kam es zu ersten Ausschreitungen in Morelia (das damals noch Valladolid hieß).
Die Politik der Verständigung, die Lizana verfolgte, stieß bei den Peninsulares auf vehemente Ablehnung. Sie betrieben seine Absetzung, und wie im Jahr zuvor schrieb der Bischof von Michoacán, Manuel Abad y Queipo, einen Brandbrief nach Spanien, in dem er die Politik des Vizekönigs scharf verurteilte und die Entsendung eines neuen Mannes forderte.

### Verschobene Deputiertenwahl und Ernennung von Vizekönig Venegas
Die zentrale Junta in Spanien hatte im Januar 1810 die Exekutivaufgaben an die Regencia in Cádiz übertragen. Dieses Gremium bereitete die Einberufung der verfassungsgebenden Cortes von Cádiz vor und organisierte die Wahlen der Vertreter. Am 7. Mai 1810 erreichte ein Schreiben mit den Wahlunterlagen der Regierung Mexiko-Stadt. Mit gleicher Post kam ein Schreiben, in dem der Vizekönig aufgrund seines Alters und seiner angeschlagenen Gesundheit entlassen wurde. Vorerst solle die Audiencia die Regierungsgeschäfte fortsetzen.
Die Audiencia, welche die verfassungsgebende Versammlung mit Misstrauen sah, verschob die Deputiertenwahlen noch bis in den Juni und Juli. Ende August traf dann der neue Vizekönig Francisco Javier Venegas in Mexiko ein. Er übernahm am 14. September 1810 das Amt.

## Aufstand derInsurgentesunter Miguel Hidalgo (1810–1811)

### DerSchrei von Dolores

Feldzug von Miguel Hidalgo 1810–1811

Der bewaffnete Kampf gegen die spanischen Kolonialherren begann mit dem Aufstand einer Gruppe von Einheimischen, die von Miguel Hidalgo, einem Priester aus Dolores, und Juan Aldama geführt wurde. Hidalgo, ein republikanisch gesinnter, sozial engagierter Gemeindepfarrer, gehörte einem Geheimbund (Guadalupanos) an, der am 1. Oktober 1810 den bewaffneten Kampf für die Unabhängigkeit Mexikos beginnen wollte. Als das Vorhaben der Gruppe rund um Hidalgo, Ignacio Allende, Juan Aldama und Mariano Abasolo entdeckt und an die spanische Garnison von Querétaro verraten wurde, entschieden sich die Aufständischen, den Spaniern zuvorzukommen und den Zeitpunkt der Revolte vorzuziehen. Am 16. September 1810 sammelten Hidalgo und Allende von Dolores aus mit dem Ruf „Viva México!“ und „Independencia!“ etwa 600 Mitstreiter, die dem Schrei von Dolores (spanisch: Grito de Dolores) folgten.

### Hidalgos Offensive
Die Menge der Aufständischen wuchs schnell auf mehrere Zehntausend an, die meisten von ihnen waren aber nicht militärisch ausgebildet und schlecht bewaffnet. Am 21. September nahmen die Aufständischen Celaya gewaltlos ein und rückten auf Guanajuato, die Hauptstadt der Provinzverwaltung (Intendencia), vor. Dort verschanzte sich der Intendente Juan Antonio de Riaño y Barcena im städtischen Kornspeicher, welcher aber von Hidalgos Leuten beim Sturm auf die Alhóndiga de Granaditas am 28. September eingenommen werden konnte. Die Stadt wurde daraufhin zwei Tage lang geplündert.

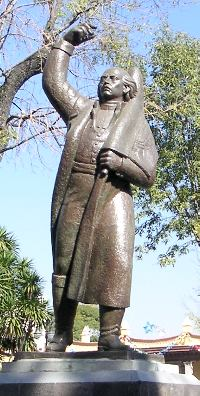
Eine Statue von Miguel Hidalgo

Hidalgo nahm am 17. Oktober 1810 ohne größere Gegenwehr Valladolid (heute Morelia) ein. Am 30. Oktober 1810 schlugen die Aufständischen die Regierungstruppen in der Schlacht von Las Cruces und erbeuteten dabei zahlreiche Kanonen; dabei erlitten sie aber auch erhebliche Verluste. Mit dem Sieg von Las Cruces und der Artillerie, die den Rebellen dabei in die Hände fiel, stand ihnen der Marsch auf das weitgehend unverteidigte Mexiko-Stadt offen.
Während Allende darauf drang, die Hauptstadt einzunehmen, zögerte Hidalgo und befahl schließlich am 1. November den Rückzug. Die Gründe, die Hidalgo leiteten, sind bis heute unbekannt.

### Gegenoffensive der Spanier
Am 7. November gelang es den Spaniern, die taktisch dem ungeordneten Haufen der Aufständischen klar überlegen waren, die Rebellen bei Aculco zu besiegen. Die königstreuen Truppen sammelten sich und eroberten unter Führung von Félix María Calleja del Rey am 24. November Guanajuato zurück.
Hidalgo zog nach Guadalajara, wo er Ende November seinen Regierungssitz einrichtete. Er ordnete das Ende der Sklaverei an, beendete die Sonderabgaben der indigenen Bevölkerung und befahl weitere Reformen; zugleich billigte er, dass die spanischen Gefangenen, die den Rebellen in die Hände gefallen waren, getötet wurden.
Am 17. Januar 1811 schlug Calleja in der Schlacht am Puente de Calderón die Aufständischen vernichtend. Hidalgo wurde daraufhin von seinen Offizieren abgesetzt. Guadalajara fiel am 21. Januar 1811 zurück in die Hände der Spanier.
Die Anführer des Aufstandes wurden am 21. März 1811 von den Spaniern gefangen genommen. Allende wurde am 26. Juni und Hidalgo am 30. Juli 1811 in Chihuahua erschossen. Die abgetrennten Köpfe der Anführer Hidalgo, Allende, Juan Aldama sowie der Mitverschwörer José Mariano Jiménez und Manuel Santa María wurden zehn Jahre lang an den vier Ecken der Alhóndiga de Granaditas zurschaugestellt.

## Fortsetzung des Kampfes (1811–1814)

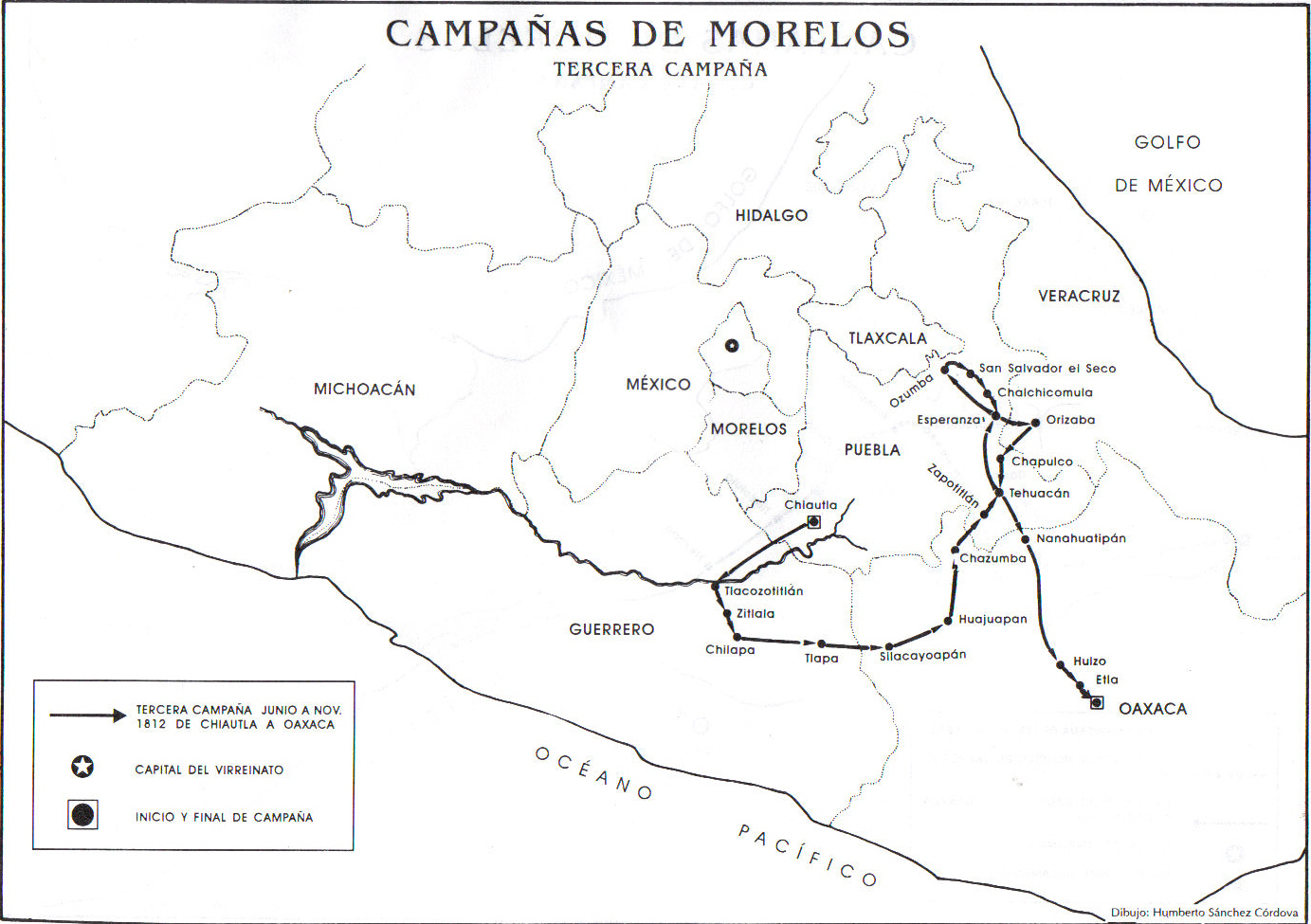
Feldzug von José Morelos 1811/1812

### Übernahme der Revolte durch José Morelos

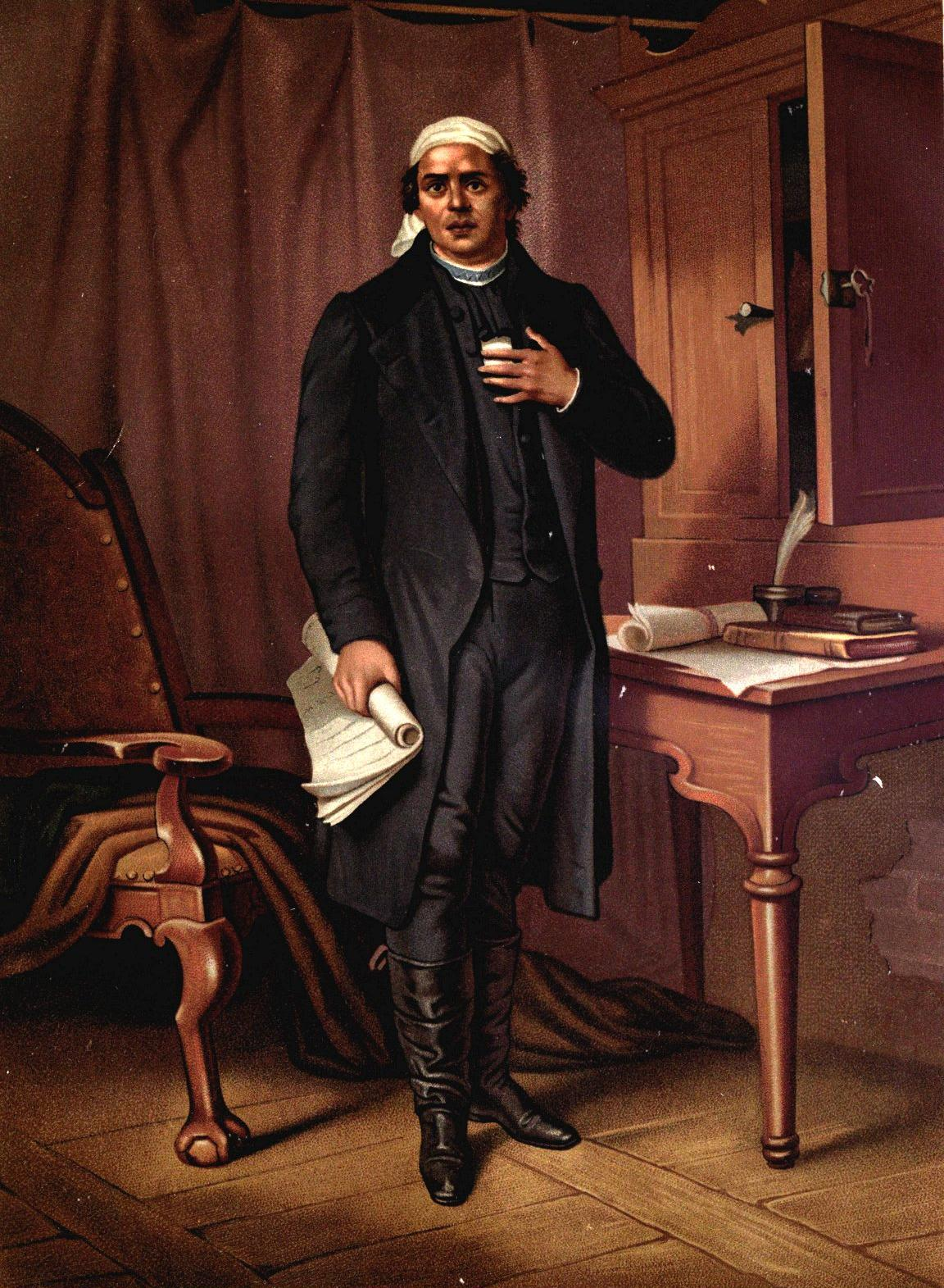
José María Morelos

Ein weiterer Priester, José María Morelos, übernahm die führende Rolle unter den Aufständischen. Morelos hatte Hidalgo im Priesterseminar von Valladolid kennengelernt. Morelos eroberte mit seinen Unterstützern im Dezember 1810 weite Teile von Acapulco, musste die Belagerung der zentralen Befestigungsanlage (Fort San Diego) dort aber aufgeben, nachdem die Spanier im Januar 1811 Entsatztruppen heranführten. In der Folge erzielte er mehrere Erfolge entlang der Pazifikküste und nahm im Mai 1811 Chilpancingo und Tixtla ein. Er installierte im August 1811 in Zitácuaro (Michoacán) eine Regierungsjunta. Die spanischen Truppen unter Calleja kamen von Norden und eroberten im Januar 1812 die Stadt und brannten sie vollständig nieder. Morelos und die Aufständischen zogen nach Cuautla, das die Spanier ab dem 19. Februar 1812 belagerten.

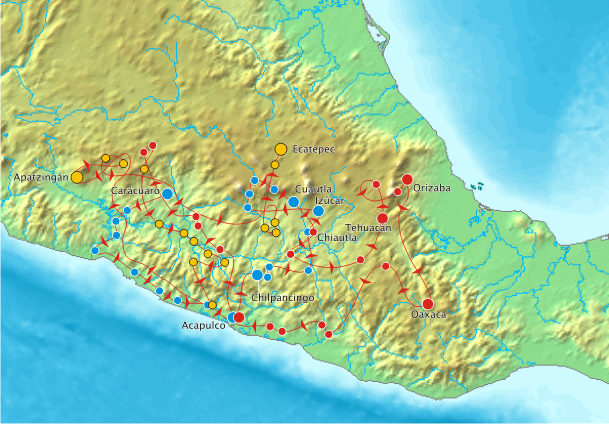
Feldzüge von Morelos

### Verfassung von Cádiz
In Spanien hatten unterdessen die Cortes von Cádiz eine Verfassung verabschiedet. Im März 1812 wurde sie als verbindlich für alle spanischen Gebiete – also auch für Mexiko – proklamiert. Vizekönig Francisco Javier Venegas lehnte als überzeugter Absolutist jede Verfassung ab und zögerte so lange wie möglich, sie für Neuspanien auszurufen und die damit verbundenen liberalen Bürgerrechte wie Pressefreiheit zu gewähren.

### Ausbruch von Morelos und Einnahme von Oaxaca
In den ersten Maitagen 1812 wagten die Aufständischen den Ausbruch aus dem belagerten Cuautla. Der Versuch endet in einem Debakel für die Rebellen; die spanischen Truppen schlugen sie vernichtend. Morelos aber gelang es, den Spaniern zu entkommen und ins Landesinnere zu flüchten. Er sammelte neue Kräfte und stellte eine weitere kleine Streitmacht auf. Im November 1812 konnte Morelos mit seinen Truppen unblutig die Stadt Oaxaca einnehmen.

### Liberale Phase der Spanier

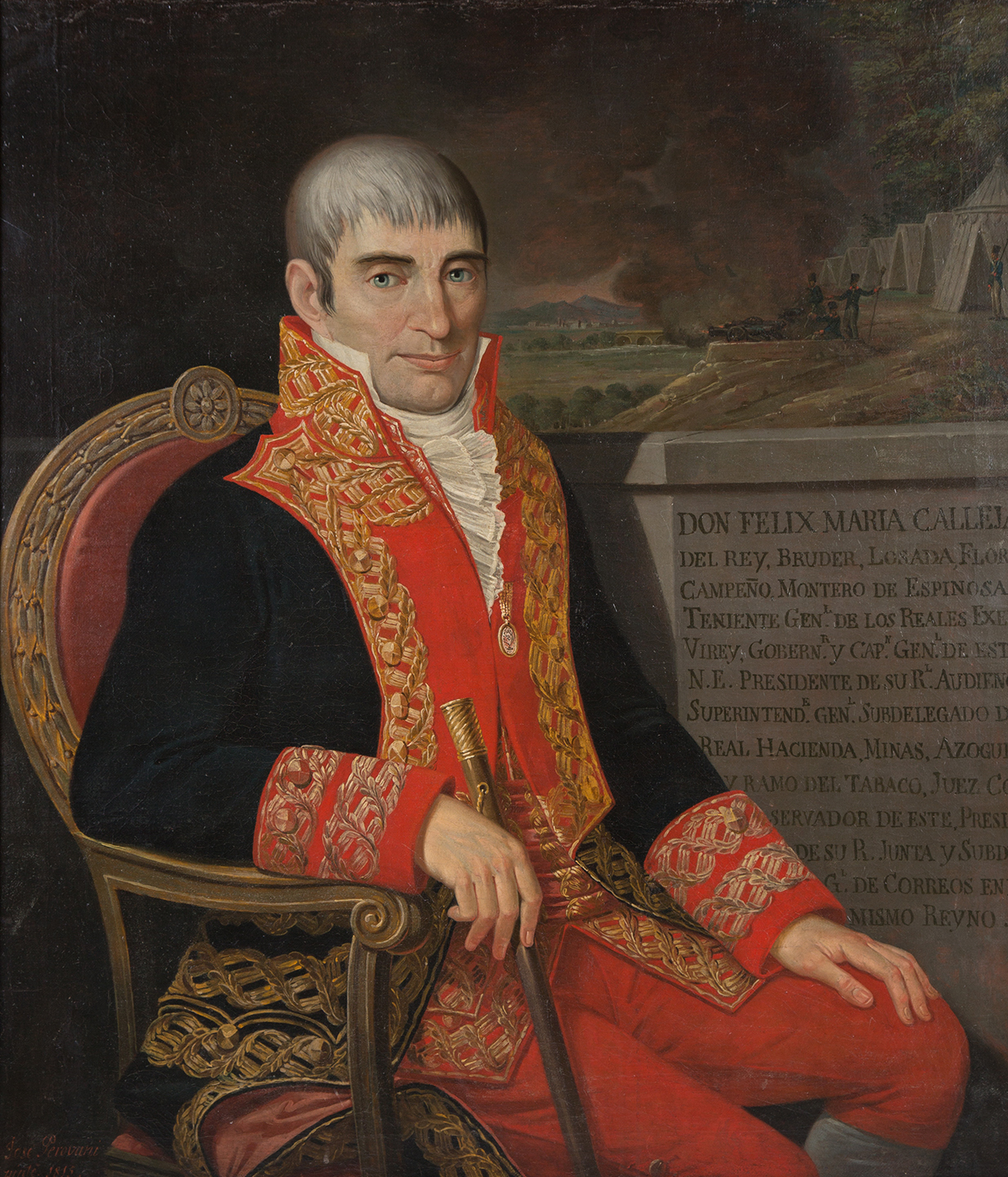
Félix María Calleja

Ende September 1812 kam auch Vizekönig Venegas nicht umhin, die Verfassung von Cádiz auch in Neuspanien in Kraft zu setzen. Binnen kürzester Zeit entwickelten sich Debatten und Diskussionen; Publikationen und Pamphlete kursierten in großer Zahl in der Hauptstadt, wo die Meinungs- und Pressefreiheit voll ausgekostet wurde. Am 29. November 1812 fanden Wahlen zu Kommunal- und Bezirksvertretungen statt, bei denen liberale und unabhängigkeitsfreundliche Kandidaten Erfolge erzielten. Vizekönig Venegas zog die Notbremse, widerrief am 5. Dezember alle Freiheiten und beauftragte Ende Dezember Calleja damit, die öffentliche Ordnung zu wahren.
Gleichzeitig kam die Nachricht aus Spanien, dass Calleja zum neuen Vizekönig ernannt worden war. Im März 1813 übernahm er das Amt.

### Feldzug von Gutiérrez und Magee
Parallel zu diesen Ereignissen unternahm Bernardo Gutiérrez de Lara, ein Hufschmied aus Nuevo Santander, den Versuch, Mexiko von Norden her zu befreien. Gutiérrez hatte schon 1810 mit einer kleinen Schar von etwa zwanzig Mann den bewaffneten Kampf gegen die Spanier in seiner Heimatprovinz aufgenommen, war aber militärisch besiegt worden. Daraufhin suchte er in Washington die US-Regierung zur Unterstützung des Aufstandes zu bewegen. Die Vereinigten Staaten hielten sich aber offiziell neutral. Dennoch fanden sich inoffizielle und private Unterstützer, die Gutiérrez in Louisiana sammeln konnte. Gemeinsam mit Augustus Magee und Samuel Kemper formte er einen Trupp von etwa 300 Bewaffneten, mit denen er ab August 1812 nach Texas marschierte. Die Filibuster nahmen im September die Stadt Trinidad (Texas) ein. Nachdem sie von den Spaniern zurückgeworfen wurden (wobei Magee starb), gelang es den Filibustern, im März 1813 San Antonio zu erobern. Spanische Truppen (rund 900 Mann) nahmen Anfang Juni 1813 die Belagerung auf. Obwohl die Rebellen in einem Gefecht bei Alazan am 20. Juni die Spanier schlagen konnten und dabei Waffen und Proviant der Spanier erlangten, siegten am Ende die Spanier. Gutiérrez war am 6. August in Richtung Natchitoches (Louisiana) entkommen, der Rest der Aufständischen wurde am 13. August in der Schlacht von Medina vernichtend geschlagen, wobei die meisten den Tod fanden. Die Spanier nahmen in der Folge San Antonio wieder ein und töteten jeden, den sie des Aufstandes verdächtig fanden, insgesamt über 300 Menschen.

### Kongress von Chilpancingo

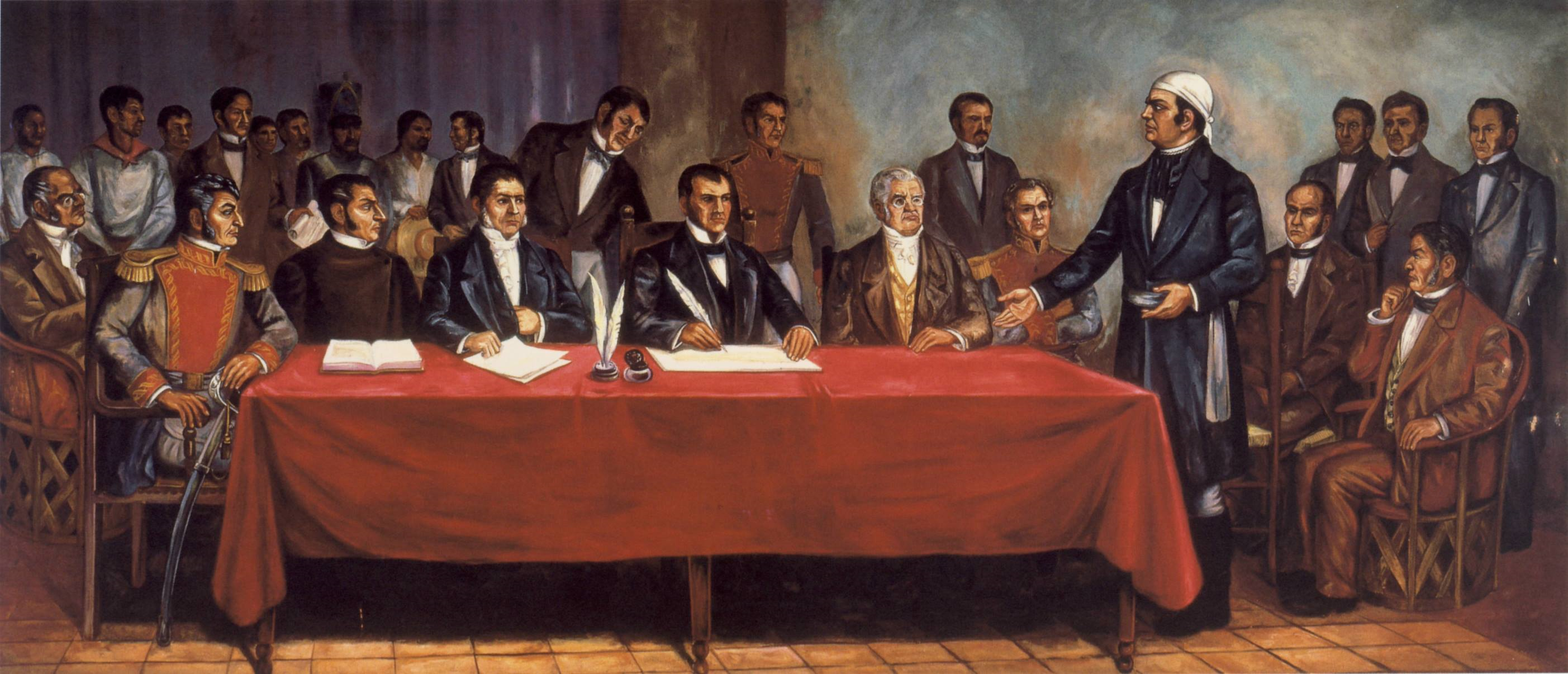
Kongress von Chilpancingo

Ausgehend von Oaxaca machte sich Morelos mit seinen Truppen zu Beginn des Jahres 1813 auf einen neuen Feldzug. Anfang April begann er mit der erneuten Belagerung von Acapulco, das für die Spanier als Pazifikhafen für den Schiffsverkehr mit Ostasien (besonders mit der spanischen Kolonie der Philippinen) von wesentlicher strategischer Bedeutung war. Die Kämpfe zogen sich bis in den August, als die spanischen Verteidiger von Fort San Diego kapitulierten. Während der Belagerung berief Morelos die führenden Köpfe der Unabhängigkeitsbewegung zu einem Kongress von Chilpancingo zusammen, der ab dem 6. September 1813 tagte. Am 14. September verabschiedeten die Kongressteilnehmer die Wertegrundlagen für ein unabhängiges Mexiko (Sentimientos de la Nación), das Morelos am 6. November 1813 auf dem Kongress ausrief.

### Militärische Erfolge der Spanier
Militärisch setzte die Unabhängigkeitsarmee ihren Vormarsch fort und griff am 22. Dezember 1813 Valladolid an. Am 25. Dezember, dem Weihnachtstag, gelang den Spaniern unter dem Oberbefehl des Obersten Agustín de Iturbide ein deutlicher Sieg vor Valladolid. Am 5. Januar 1814 gelang es ihm, bei Puruarán erneut, die Rebellen zu schlagen. Bald darauf enthob der mexikanische Kongress Morelos des militärischen Oberbefehls.
Ende Februar gelang den Spaniern ein weiterer Schlag gegen die Rebellen. Bei einem Angriff auf den Kongress in Tlacotepec (Guerrero) fielen den Spaniern wichtige Archivunterlagen des Kongresses in die Hände.

### Spaniens Rückkehr zum Absolutismus
In Spanien hatten unterdessen Briten, Portugiesen und Spanier Napoleon Bonaparte militärisch besiegt. Im März 1814 kehrte König Ferdinand VII. aus dem Exil zurück und übernahm die Herrschaft. Im Mai widerrief er die Verfassung von 1812 und regierte wieder absolutistisch. Vizekönig Calleja verkündete im Juni die Kehrtwende und ließ die Organe der kommunalen und provinziellen Selbstverwaltung wieder auflösen. Gleichzeitig erreichte er eine Generalamnestie für alle Unabhängigkeitskämpfer, die sich zu diesem Zeitpunkt in spanischen Gefängnissen befanden.
Mit der politischen Wende zum Absolutismus schlossen sich in Mexiko auf spanischer Seite die Reihen der konservativen Peninsulares, die eine absolutistische Herrschaft bevorzugten und den liberalen Reformen ablehnend gegenüberstanden. Umgekehrt empfanden viele Liberale und Unabhängigkeitsbefürworter die Rückkehr zur alten Ordnung (etwa mit der Wiedereinladung der Jesuiten und der Wiedereinsetzung der Inquisition) als Unterdrückung und unterstützten die Sache der Rebellen jetzt eindeutiger und vehementer als zuvor.

### Geschwächte Unabhängigkeitsbewegung, Verfassung von Apatzingán
Militärisch war die Streitmacht der Unabhängigkeitsbewegung nach den Niederlagen von 1814 stark geschwächt. Es fehlte ihnen an ausgebildeten Kämpfern, taktisch versierten Offizieren und Ausrüstung. Der Kongress hielt sich vor den Spaniern versteckt, die Rebellenarmee war militärisch nicht in der Lage, erneut die Initiative zu ergreifen.
Politisch erarbeitete der Kongress im Laufe des Jahres 1814 eine Verfassung für Mexiko, die er am 22. Oktober 1814 in Apatzingán veröffentlichte: die Verfassung von Apatzingán.

## Phase spanischer Dominanz (1815–1820)

### Ende des Kongresses, Tod von Morelos

Aktionen von Vicente Guerrero

Die Unabhängigkeitsbewegung war militärisch geschwächt; sie litt zudem unter internen Machtkämpfen. Im Süden hatte Vicente Guerrero, einer der Offiziere in der Armee von Morelos einige Landstriche unter seine Kontrolle gebracht, die großen Städte aber, insbesondere den Seehafen Veracruz hielten die Spanier.

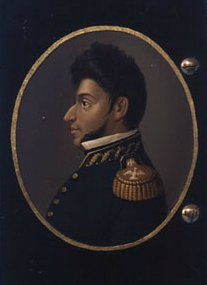
Vicente Guerrero

Im Sommer 1815 revoltierten aufständische Offiziere gegen Juan Nepomuceno Rosains, der die Amnestie der Spanier annahm und ihnen wichtige Informationen über die Struktur und die Schwächen der Rebellenarmee zutrug. Mit José María Cos nahm ein weiteres Mitglied des Kongresses das Gnadenangebot der Spanier an und verließ die Unabhängigkeitsbewegung.
Die verbliebenen Mitglieder des Kongresses entschieden im Oktober 1815, ihren Tagungsort vom Westen Mexikos in den Südosten zu verlegen, wo die Rebellenarmee größere Sicherheit bot. Auf dem Weg wurde ein Tross mit Kongressmitgliedern von den Spaniern gestellt, im Laufe des Gefechts fiel Morelos den Spaniern in die Hände. Manuel Mier y Terian löste den Kongress im Dezember 1815 auf, am 22. Dezember erschossen die Spanier José María Morelos.

### Spanische Dominanz

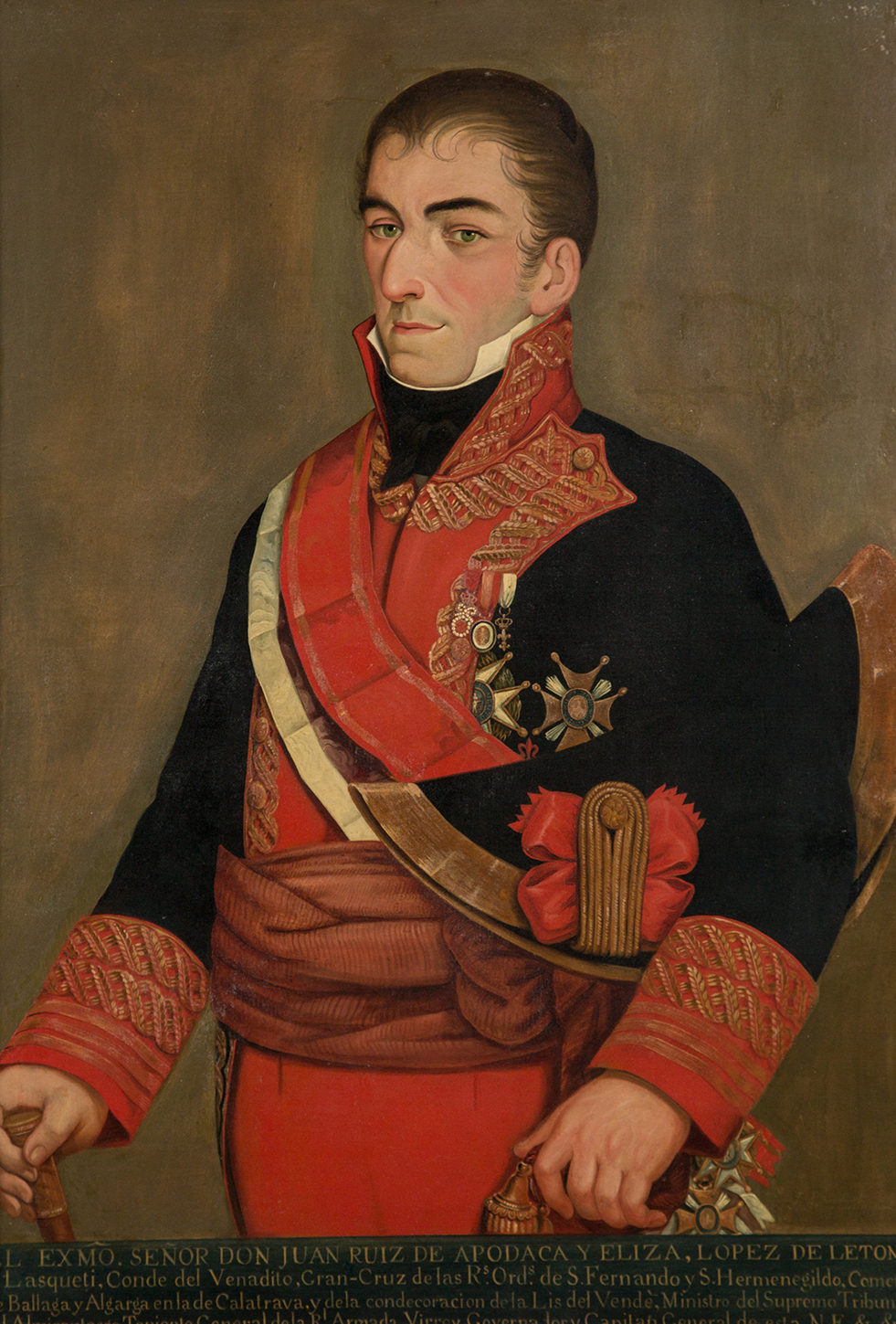
Vizekönig Apodaca

In den folgenden Jahren dominierten die Spanier die Kolonie weitgehend; lediglich rund um Veracruz hielt Vicente Guerrero mit kleineren Guerilla-Attacken den Aufstand am Köcheln. Auch anderswo verblieben lokale Widerstandsnester, die den Spaniern aber militärisch nicht gefährlich werden konnten. 1816 folgte Juan Ruiz de Apodaca als Vizekönig Félix Calleja im Amt.

### Expedition von Mina
1817 erhielt der Aufstand der Unabhängigkeitsbefürworter eine kurze Anfeuerung, als unter Führung von Francisco Javier Mina eine Gruppe spanischer Liberaler aus Europa gemeinsam mit amerikanischen Abenteurern von Louisiana kommend die Widerstandsgruppe rund um Pedro Moreno unterstützte. Nach längerer Belagerung konnten die spanischen Truppen die Rebellen besiegen und ihre Anführer töten.

## Die Wende 1820

### Liberale Revolution in Spanien
Anfang 1820 erhoben sich in Spanien Truppen gegen die absolutistische Regierungsform König Ferdinands. Sie erreichten unter der Führung von Rafael del Riego, dass die Verfassung von 1812 wiedereingesetzt wurde. Die Macht des Königs wurde fundamental eingeschränkt, die Institutionen zur Selbstverwaltung von Kommunen und Provinzen sowie ein Parlament traten wieder zusammen.

### Reaktion in Neuspanien
In der spanischen Kolonie kehrte diese Wende die Verhältnisse vollständig um. Waren die Aufstände ab 1810 wesentlich von liberalen und progressiven Ideen getragen (mit Forderungen nach republikanischer Regierung, Bürgerrechten und der Gleichbehandlung von Indianern und Sklaven), wandten sich jetzt die konservativen Kräfte gegen die neue Linie aus Spanien. Sie wollten vor allem einen starken Monarchen und den Schutz der katholischen Dominanz vor den antiklerikalen Kräften unter den Liberalen.

### Wiedereinsetzung der Verfassung und die Verschwörung vonLa Profesa
Eine Gruppe konservativer Kleriker und hochgestellter Persönlichkeiten verschwor sich, um Mexiko vor den liberalen Einflüssen aus Europa zu bewahren. Die Gruppe traf sich in der Kirche Oratorio de San Felipe Neri in Mexiko-Stadt, die im Volksmund La Profesa genannt wird. Einige Mitglieder der Geheimgesellschaft waren schon an der Absetzung von Vizekönig Iturrigaray 1808 beteiligt gewesen. Die Verschwörer waren sich einig, dass Mexiko monarchistisch regiert werden sollte.
Im Mai 1820 leistete Vizekönig Apodaca den Eid auf die Verfassung; diese sah keine Vizekönigreiche mehr vor, sondern gliederte das spanische Kolonialreich in Provinzen, denen ein Jefe Politico Superior als Spitzenbeamter vorstehen sollte. Am 20. August wurde dem Jesuitenorden die weitere Tätigkeit untersagt und die Rechtsbefugnisse der Inquisition beendet. Die Verschwörer von La Profesa nahmen daraufhin Kontakt mit dem Erzbischof von Guadalajara auf und planten ihrerseits, Mexikos Unabhängigkeit auszurufen; als Herrscher sahen sie einen Infanten von Spanien vor. Es gelang ihnen, Apodaca zu überzeugen, ihren Vertrauten Agustín de Iturbide zum Befehlshaber gegen die Aufständischen unter Vicente Guerrero im Süden zu ernennen.

### Agustín de Iturbide

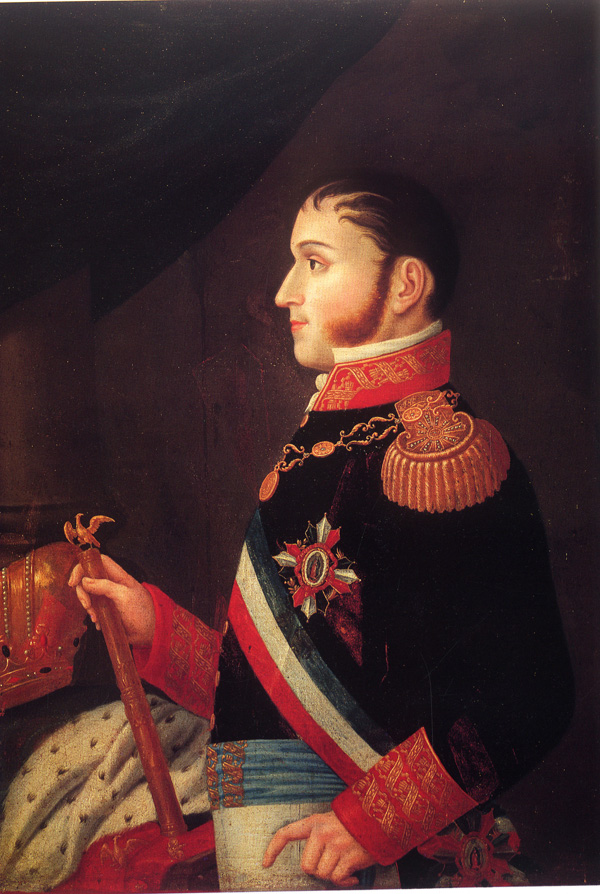
Agustín de Iturbide

Iturbide war ein typischer Vertreter der konservativen Oberschicht Mexikos. Er entstammte einer Familie von Grundbesitzern, die dem baskischen Landadel entsprang. In einem kirchlichen Seminar ausgebildet, war er konservativ und religiös geprägt. Nach einer steilen Karriere hatte der Vizekönig ihn 1816 seines Kommandos enthoben, nachdem ihm übermäßige Grausamkeit gegenüber den Rebellen und Korruption vorgeworfen worden waren.

## Die Vereinigung der Armeen

### Verhandlungen zwischen Iturbide und Guerrero
Gemäß dem Plan der Verschwörer von La Profesa entsandte Vizekönig Apodaca Iturbide im Herbst 1820 als Befehlshaber im Range eines Obersten in den Süden Mexikos. Sein offizieller Auftrag lautete, die Rebellen unter Vicente Guerrero zu bekämpfen und zu besiegen. Sein Hauptquartier schlug er in Teloloapan auf. Iturbide nahm im November 1820 geheime Verhandlungen mit dem Rebellenführer Vicente Guerrero auf. Trotz der Kontakte zwischen den beiden Führern kam es zum Jahresende 1820 zwischen den Truppen der Spanier und der Rebellen immer wieder zu Kämpfen und kleineren Scharmützeln.

### Die Umarmung von Acatempan
Nach dem Austausch einiger Briefe trafen sich Guerrero und Iturbide Anfang Februar 1821 persönlich, um Friedensverhandlungen zu führen. Am 10. Februar 1821 kam es zur persönlichen Begegnung in Acatempan, bei der sich die beiden militärischen Führer umarmten, um den Frieden zu besiegeln. Dieses Ereignis wurde als Umarmung von Acatempan (spanisch: Abrazo de Acatempan) bezeichnet. Mit dem Friedensschluss ordneten sich Guerreros Rebellen den Befehlen von Iturbinde unter. Iturbide meldete den Friedensschluss an den Vizekönig, der die Nachricht hocherfreut entgegennahm – nicht ahnend, dass damit das Ende der spanischen Kolonialherrschaft besiegelt war.

### Die drei Garantien
Im Februar des Jahres 1821 erarbeiteten er und Guerrero den Plan von Iguala, auch bekannt als Plan de las tres garantías (Plan der Drei Garantien), der die Idee eines vereinigten, unabhängigen Mexikos formulierte, in dem die römisch-katholische Kirche und ihre Orden ihre bisherigen Freiheiten und Privilegien behalten sollten. Damit sollten sowohl die progressiv-liberalen Kräfte der Unabhängigkeitsbewegung, denen in erster Linie die Gleichberechtigung aller ethnischen Gruppen am Herzen lag, als auch die Konservativen, die an der Rolle der Kirche festhalten wollten, unter einer Fahne vereint werden.

## Unabhängigkeit Mexikos (1821)

### Militärische Situation
Nach der Vereinigung der Truppen unter dem Befehl Iturbides mit den Rebellen unter Guerrero liefen weitere Einheiten der Spanier zum mexikanischen Heer über. Militärisch verfügten die Spanier über keine Mittel mehr, um in die Offensive zu gehen. Sie beließen es dabei, die Städte und Festungen zu halten, die sie noch kontrollierten.

### Absetzung von Vizekönig Apodaca
Die immer schwierigere Lage der Spanier führte dazu, dass aufgebrachte Peninsulares am 5. Juli 1821 Apodaca zum Rücktritt zwangen; an seiner Stelle übernahm Feldmarschall Francisco Novella den Oberbefehl über die Kolonie, soweit sie sich noch in spanischer Hand befand. Die meisten Institutionen weigerten sich, Novella anzuerkennen, der per Proklamation versuchte, eine Volksmiliz aufzustellen, sich aber mit seinen Befehlen nicht durchsetzen konnte.

### Vormarsch des Heeres der Mexikaner
Währenddessen fielen immer weitere Städte an die Rebellen. Am 3. August nahmen Iturbide und Guerrero Puebla ein, zu jener Zeit die zweitgrößte Stadt Mexikos.

### Landung von Juan O’Donojú

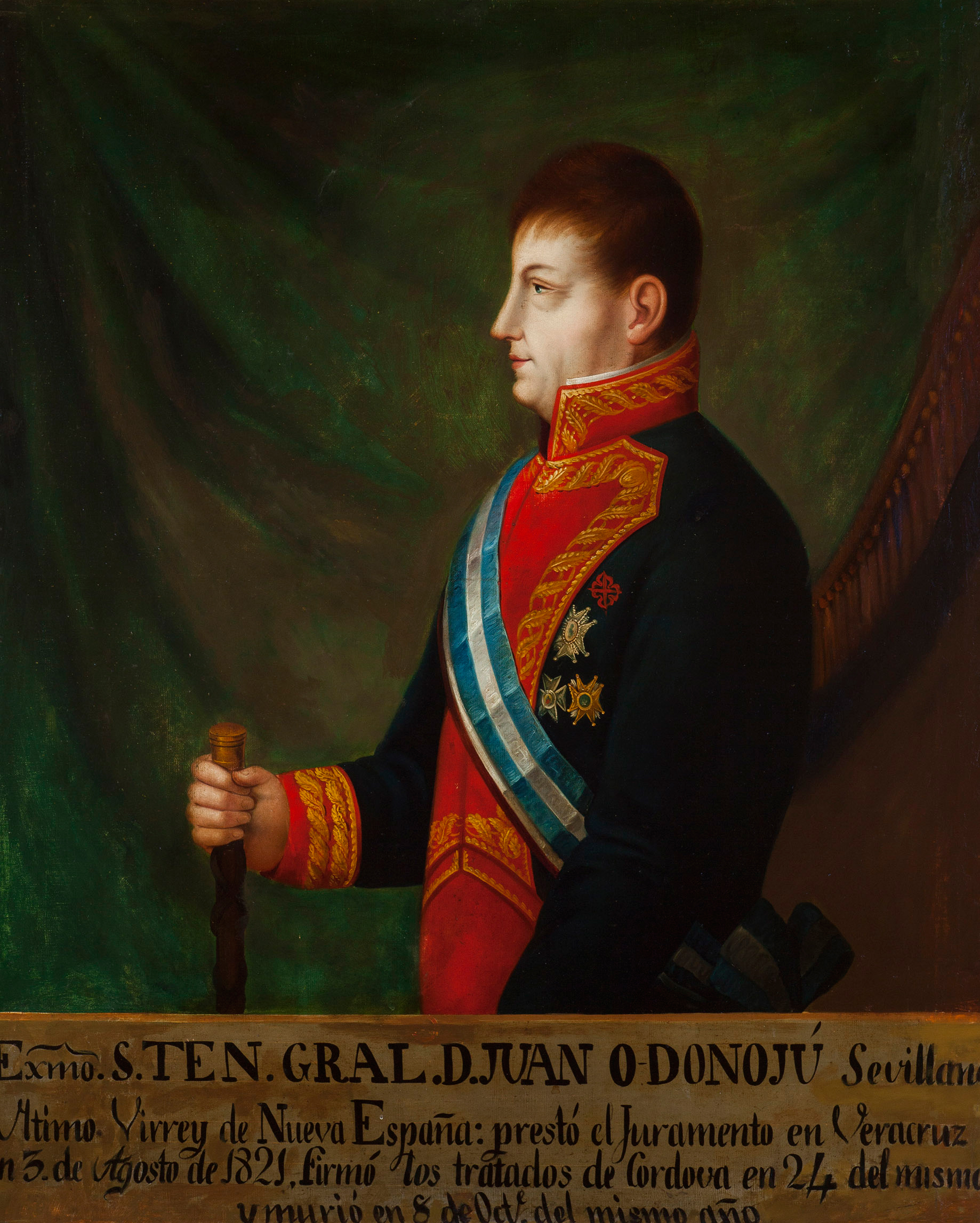
Juan O’Donojú

Ende Juli 1821 war Juan O’Donojú in Veracruz gelandet, der als Vertreter der neuen liberalen spanischen Regierung die Verwaltung Mexikos übernehmen hätte sollen. Er musste aber bereits bei der Landung erkennen, dass lediglich das Fort San Juan de Ulúa, das der Stadt vorgelagert liegt, von den Spaniern beherrscht wurde, die Stadt selbst aber in den Händen der Mexikaner war.

### Vertrag von Córdoba
Am 24. August 1821 unterzeichnete Itúrbide als Chef des neuen Regierungsrates mit dem spanischen Vizekönig Juan O’Donojú den Vertrag von Córdoba, der den Plan de Iguala umsetzte und die Unabhängigkeit Mexikos um einen hohen Preis besiegelte: Die Spanier zogen ab, ließen sich aber ihren Besitz in Mexiko großzügig entschädigen. Da den Spaniern die besten Böden des Landes gehörten, blutete Mexiko ob dieser Vertragsklausel rasch aus – mit Folgen für die ganze weitere Geschichte im 19. Jahrhundert.

### Aufgabe Novellas
Nach dem Abschluss des Vertrags von Córdoba beriet sich O’Donojú mit den verbliebenen militärischen Führern der spanischen Seite, Pascual Liñán, José Davila und Francisco Novella. Am 13. September übergab ihm Novella seine Kompetenzen. Ein Fortführen des Krieges war militärisch sinnlos, und so öffnete Novella die Tore von Mexiko-Stadt und ließ das Heer Iturbides und Guerreros am 27. September 1821 in die Hauptstadt einziehen.

### Feier der Unabhängigkeit
Am 28. September wurde die Unabhängigkeit Mexikos noch einmal feierlich verkündet. Zu den Unterzeichnern der Erklärung zählte auch O’Donojú, der bald darauf an einer Brustfellentzündung starb.

## Nachwirkungen

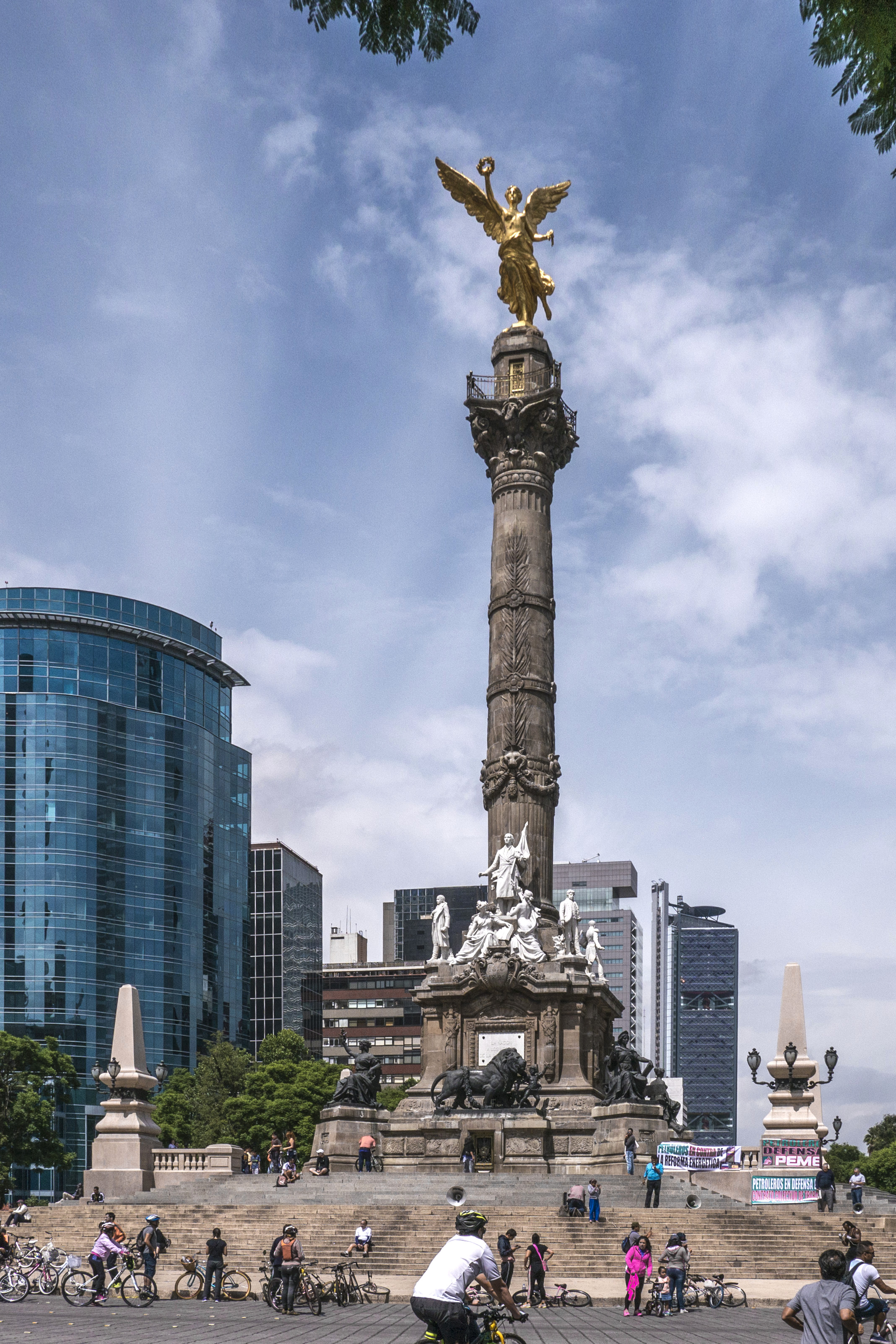
Unabhängigkeitsdenkmal in Mexiko-Stadt

Im Dezember 1821 fanden die Wahlen für den mexikanischen Kongress statt, der sich im Februar 1822 konstituierte. Bald darauf erfuhr man in Mexiko, dass König Ferdinand VII. und die Cortes von Spanien den Vertrag von Córdoba und die Unabhängigkeit Mexikos nicht anerkannten. Entgegen dem Plan von Iturbide fand sich weder König Ferdinand noch ein Mitglied der Königsfamilie bereit, das unabhängige Mexiko als Monarch zu führen.
Nach langem Drängen und Demonstrationen zu seinen Gunsten erklärte sich Iturbide im Mai 1822 bereit, sich zum Kaiser von Mexiko krönen zu lassen.

## Feiertage
Bis heute werden in Mexiko einige Gedenktage, die mit dem Unabhängigkeitskrieg verknüpft sind, als Feiertage begangen.
Der Beginn des Unabhängigkeitskampfes mit dem „Grito de Dolores“ wird als Nationalfeiertag am 16. September gefeiert. Der jeweilige mexikanische Staatspräsident nimmt im zweitletzten Jahr seiner Präsidentschaft an Feierlichkeiten in Dolores teil, um an den Beginn des Kampfes zu erinnern. Dolores bezeichnet sich heute im Übrigen als Dolores Hidalgo und „Schmiede der Unabhängigkeit“, der Nachbarort San Miguel de Allende als „Wiege der Unabhängigkeit“. Der 8. Mai wird als Jahrestag zu Ehren des Geburtstages von Miguel Hidalgo (1753) gefeiert; der 30. September als Jahrestag zu Ehren des Geburtstages von José María Morelos; der 6. November ist ein Feiertag zu Ehren der Bekanntgabe der Unabhängigkeit durch den Kongress von Chilpancingo (1813).